# Boris Mersson
Boris Ed Mersson (Berlijn, 6 oktober 1921 – Zürich, 13 november 2013) was een Zwitsers componist, muziekpedagoog, dirigent, violist en pianist van Russische afkomst. Zijn vader Jefim Mersson was afkomstig uit Odessa en woonde als concertmeester van het Blüthner- und Philharmonisches Orchester in Berlijn. Omdat Ernest Ansermet Jefim Mersson als concertmeester voor het Orchestre de la Suisse Romande wist te strikken, kwam Boris Mersson als kind (mee) al naar Zwitserland.

## Levensloop
Mersson kreeg van zijn vader op vijfjarige leeftijd de eerste muziekles en praktisch onderwijs voor viool en piano. Op zijn tiende trad hij voor het eerst in het openbaar op. Later studeerde hij in Genève piano bij Isidore Karr en vervolgens aan het Conservatoire de Lausanne in Lausanne in de klas van Henri Stierlin-Vallon. Verder studeerde hij ook orkestdirectie bij Hermann Scherchen in Zürich en bij Herbert von Karajan in Luzern. Als breed ontwikkeld musicus was Bersson werkzaam als violist, pianist, dirigent, muziekpedagoog en als componist. 
Hij verzorgde pianistrecitals en kamermuziekconcerten in binnen- en buitenland, ook in de Verenigde Staten en Brazilië; als dirigent werkte hij in Duitsland, Oostenrijk, Frankrijk en tijdens het Festival van Ravello. Een van zijn hoogtepunten als dirigent was de uitvoering van Tristan und Isolde van Richard Wagner met het «Orchestre de Monte-Carlo». Hij was docent voor piano, improvisatie en prima vista spel aan de kantonschool Rämibühl en aan de Hochschule für Musik und Theater Zürich in Zürich. Tot zijn leerlingen behoren de saxofonist Daniel Schnyder en de dirigent Philippe Jordan. 
Als componist kreeg hij talrijke prijzen in binnen- en buitenland. Hij kreeg ook opdrachten van het Tonhalle-Gesellschaft Zürich. 
Mersson was inwoner van de stad Montreux.

## Composities

### Werken voor orkest
- 1937-1938 rev.1950 5 pièces brèves, voor klein orkest, op. 1
- 1947 Ronde burlesque, voor klein orkest, op. 4a
- 1948-1970 Sinfonietta, voor orkest, op. 6
  1. Allegro deciso
  2. Scherzo, Allegro vivace
  3. Adagio assai
  4. Finale, Allegro giusto
- 1952 Danse pour Hérode et Marianne, voor strijkkwintet en groot orkest, op. 9 - naar Friedrich Hebbel
- 1955-1963 Divertimento, voor zes blaasinstrumenten (piccolo, dwarsfluit, althobo, klarinet, fagot, trompet), 2 slagwerkers, klavecimbel en strijkers, op. 12
- 1958-1959 Eytan Rhapsody, concert voor viool en orkest, op. 15
- 1958-1962 Spiel der Komödianten, voor groot orkest, op. 21b
- 1964 Gitan Rhapsody, voor viool en orkest, op. 22b
- 1964 Terpsichore-Suite, voor groot orkest, op. 5f
  1. Rigaudon
  2. Elegie
  3. Danse rustique
- 1979 Fantasia, voor saxofoon en klein orkest, op. 37
- 1987 Music for a celebration, voor orkest, op. 47
- 1994 Capriccio concertante, voor dwarsfluit(en), strijkorkest en klein slagwerk, op. 51
- 1994 Streich für Streicher, serenade voor strijkorkest, op. 52
- 1996 Symphonie, voor orkest - naar de blazersserenade in c mineur KV 388 van Wolfgang Amadeus Mozart
- 1997 Pastorale, voor dwarsfluit(en), piano en kamerorkest, op. 54
- 2002 "Carpe Diem" nach einer Ode von Horaz, symfonisch stuk voor orkest, op. 57

### Werken voor harmonieorkest
- 1965-1966 Concert, voor altsaxofoon en (groot) harmonieorkest, op. 25 - geschreven voor de Festliche Musiktage Uster 1966 in Uster
- 1968 Concert, voor piano en harmonieorkest, op. 29 - geschreven voor de Festliche Musiktage Uster 1968 in Uster
  1. Allegro con brio
  2. Molto tranquillo e sognando
  3. Vivace, ma non troppo presto - Toccata
- 1978 Limmat Sketches, voor harmonieorkest, op. 35
- 1979 Le Marteau d'argent, voor harmonieorkest, op. 38
- 1985 Windspiele-Ouverture, voor groot harmonieorkest, op. 45
- 1989-1990 D'un soleil à l'autre, symfonisch gedicht voor groot harmonieorkest, op. 48

### Muziektheater

#### Balletten
| Voltooid in | titel               | aktes | première | libretto                | choreografie |
| ----------- | ------------------- | ----- | -------- | ----------------------- | ------------ |
| 1968        | Der Spiegel, op. 30 |       |          | naar een Japans verhaal |              |

#### Toneelmuziek
- 1953 Undine, muziek voor het toneelstuk van Jean Giraudoux

### Vocale muziek

#### Cantates
- 1991 Cantate, voor gemengd koor en harmonieorkest (of orkest), op. 50 - tekst: Franz Fassbind

#### Liederen
- 1959 Zwei Herbstlieder, voor bariton en piano, op. 17b - tekst: C. Schauwecker
- 1985 Brüder, es ist hohe Zeit, voor bariton en piano - tekst: A. Baumann
- 1990 Serenade "... sozusagen grundlos vergnügt", voor sopraan, 2 dwarsfluiten, 2 hobo's, 2 klarinetten, 2 fagotten, 4 hoorns, cello, contrabas en crotales, op. 49 - tekst: Mascha Kaléko
- 1991 Die alte Tanne, voor bariton en piano - tekst: Otto Frick

### Kamermuziek
- 1944 rev.1991 Sonate nr. 1, voor viool en piano, op. 3
- 1946 Divertissement, voor houtblazerstrio (hobo, klarinet, fagot) en hoorn, op. 4
- 1947 Capricciosa, voor hobo en strijkers, op. 5d
- 1949 Fantasia, voor fagot, strijkers en slagwerk, op. 7
- 1949-1950 Nocturne, voor viool, strijkers, harp en piano, op. 8
- 1952-1953 Petite Suite, voor dwarsfluit, hobo (of cello) en piano (of klavecimbel), op. 10
- 1956 Études rythmiques, voor jazztrio (klarinet, contrabas, drumstel) en strijkkwartet, op. 13
- 1956 Caprice, voor hobo en piano, op. 14
- 1958 Sonate, voor klarinet en piano, op. 16
- 1959-1960 Suite, voor saxofoonkwartet, op. 17
- 1959-1960 Sonate, voor cello en piano, op. 18
- 1960 Three Monkey Dances, voor hobo (of klarinet) en piano, op. 19
- 1960 Blaaskwintet, op. 20
- 1963 3 Pièces provençales, voor 2 klarinetten en fagot, op. 11
- 1963 Moments musicaux, voor dwarsfluit (of klarinet), trombone, vibrafoon, 2 contrabassen en slagwerk, op. 21
- 1963 Episodes ésotériques, voor celesta en strijkkwartet, op. 22
- 1964 Sound of Seven, voor hobo (of sopraansaxofoon), saxofoonkwartet, contrabas en slagwerk, op. 24
- 1966 Fluidum, voor piccolo, dwarsfluit, althobo, altviool, cello en slagwerk, op. 26
- 1966 Hommage à Schoenberg, voor piccolo, dwarsfluit, althobo, altviool, cello en slagwerk, op. 27
- 1968-1969 Quatro Improvvisazioni, voor viool, cello en piano, op. 28
- 1969 Conjugo metamorfosis, voor een blaasinstrument, op. 31
- 1970 Divertimento in sol maggiore (G majeur), voor blaaskwintet - naar de twee sonates op. 49 van Ludwig van Beethoven
- 1971 Variaties in Es majeur in klassieke stijl over het Oostenrijkse volkslied "Brüder, reicht die Hand zum Bunde", voor viool, cello (of hoorn) en piano
- 1976 Trois mouvements en Trio, voor viool, hoorn en piano, op. 33
- 1977 Introduction et Rondo pastoral, voor twaalf klarinetten, op. 34
- 1978-1979 Prologue mystique et Danse rituelle, voor altviool en piano, op. 39
- 1981 Odyssée à quatre, voor houtblazerskwartet (hobo/althobo, klarinet/basklarinet, altsaxofoon en fagot) op. 40
- 1981 Concertation, voor fagot en piano, op. 41
- 1983 Sonata a tre, voor viool, altviool (of cello) en piano, op. 43
- 1984 Polyphonia, voor acht cello's, op. 44
- 1986 5 Bagatelles - "Hommage à Hindemith", voor altviool, cello en tenorsaxofoon (of fagot), op. 46
- 1994 Molnaresca, suite voor hoorn en piano, op. 53
- 2004 Strijkkwartet - Hommage à Peter Rybar, op. 58

### Werken voor orgel
- 1997 Pièce d'orgue, op. 55

### Werken voor piano
- 1933-1936 Introduction et Saltarella
- 1937-1938 Cinq pièces burlesques - en forme d'impressions, op. 1
- 1970-1977 Vijf pianostukken, op. 23
- 1974 Jeux Fantasques, op. 32
- 2006-2007 4 Spinas-Fantasie-Stücke, op. 59
- 2007 Regards perdus, voor piano, op. 60

### Werken voor gitaar
- 1978-1979 Sonata per chitarra, op. 36
- 1983 Alcibiade, zes stukken voor gitaar, op. 42
- 1995 Danza andalusa, voor twee gitaren
- 1997-1998 Mosaiques, voor drie gitaren, op. 56